# Martinus Sieveking

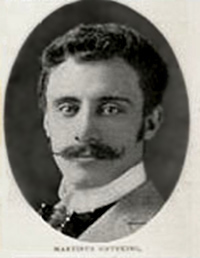
Martinus Sieveking in 1897

Martinus Sieveking (Amsterdam, 24 maart 1867, Pasadena (Californië), 26 november 1950) was een Nederlands pianist, componist en muziekonderwijzer, die vooral bekendheid verwierf in de Verenigde Staten.
Hij was een zoon van Martinus Martijn Sievenink (muziekmeester) en Johanna de Jonge, die in 1865 in het huwelijk traden. Martinus had vijf broers en zussen: Johanna, Martinus, Charles, Jacobus, Philip en Rosa. Zijn zus Johanna stond bekend als pianiste, terwijl zijn zus Rosa Sieveking, opgeleid in Amsterdam en Parijs, lange tijd violist was bij onder andere het orkest van de Carl Rosa Opera Company. Zelf trouwde hij met zangeres Therese Steinbock.
Hij kreeg zijn eerste muzieklessen van zijn vader, die muziekmeester, componist en koordirigent was. Daarna volgde hij een opleiding bij Julius Röntgen aan het Conservatorium in Leipzig en kreeg hij lessen in compositieleer en orkestratie van Frans Coenen. 
Hij was na Maurice Hageman enkele jaren tweede concertmeester bij de "Hollandsche Opera" van Johannes George de Groot. Na deze periode leek Sieveking zijn binding met Nederland te verliezen. Hij maakte concertreizen door Europa en Noord-Amerika, waaronder een bekende tournee met de Italiaanse zangeres Adelina Patti, waarbij ze in 1891 en 1892 het Verenigd Koninkrijk aandeden. Later vertrok hij naar de Verenigde Staten, waar hij bevriend raakte met en optrad met de bodybuilder Eugen Sandow, die hem ook financieel ondersteunde. Sandow merkte op dat Sieveking, hoewel lang van gestalte, een zwak gestel had. Na deze tournee begaf Sieveking zich op onbekend terrein. Hij werkte korte tijd als privéleraar piano in Chicago, maar merkte al snel dat er te veel concurrentie was. In Lincoln (Nebraska), werd een muziekschool opgericht die verbonden was aan de Universiteit van Nebraska. Sieveking werd gevraagd om daar pianolessen te geven, wat hem vanaf eind 1893 een vast inkomen verschafte. Hij maakte de overgang van de muziekschool naar het "Conservatorium van Nebraska" ("Conservatory of Music") in 1894 mee. Aangezien Nebraska nog in ontwikkeling was, gaf hij voornamelijk les aan huisvrouwen. Hij ontsnapte hieraan door in 1895, midden in zijn contract, op tournee te gaan en nooit meer terug te keren naar Lincoln. Zijn volgende muzikale bestemming was Boston, waar hij meerdere keren optrad met het Boston Festival Orchestra onder leiding van Emil Mollenhauer. Na een korte onderbreking in Europa keerde hij terug naar Boston om nu op te treden met het Boston Symphony Orchestra. Door zijn populariteit kon hij ook concerten geven in gerenommeerde locaties zoals de Carnegie Hall.
Om zich verder te ontwikkelen, vertrok Sieveking in 1898 naar Wenen om les te nemen bij Theodor Leschetizky. Uit een groep van negentig musici werd Sieveking gekozen om, samen met enkele anderen, les te krijgen van Leschetizky, die geïnteresseerd was in Sievekings grote handen en stevige postuur. In Wenen ontmoette hij zijn toekomstige vrouw, met wie hij in 1899 trouwde in Dover. Een jaar later verhuisde het echtpaar naar Parijs, waar hun dochter Senta Therese Sieveking werd geboren. In het seizoen 1900-1901 keerden ze terug naar de Verenigde Staten. Daarna volgde opnieuw een periode in Frankrijk, waar hun zoon Leonard in 1905 werd geboren. Sieveking ontwikkelde een speeltechniek waarbij het gewicht van zijn arm en hand op de vingers rustte die de toetsen aanraakten. Hij vestigde zich in Parijs, stopte met optreden en begon les te geven. Er is wel nog een bekend concert van hem in Berlijn in 1907. De Verenigde Staten trokken opnieuw aan en Sieveking vestigde zich in New York, waar zijn privélessen overgingen naar een voorloper van de Juilliard School. Ondertussen werd zijn vrouw gouvernante, net als hun dochter, die als gouvernante werkte bij Joan Crawford in Los Angeles. Het gezin vertrok naar Los Angeles, al dan niet gescheiden. Sieveking overleed in Pasadena en werd begraven in Altadena (Californië).
Gedurende zijn leven componeerde Sieveking verschillende werken, voornamelijk in het genre van salonmuziek. Daarnaast zijn er enkele transcripties van zijn hand bekend. In de 21e eeuw behoren deze werken tot het vergeten repertoire.
Hij legde zijn verbeteringen in speeltechniek en piano vast via patenten. Zo ontwikkelde hij een mechanisme dat meer vibrato aan de pianoklanken kon toevoegen. Ook ontwierp hij een piano met bredere toetsen vanwege zijn grote handen. Naast zijn muzikale uitvindingen bedacht hij ook andere innovaties, zoals aan de verbrandingsmotor, radiotoestellen en verkeerslichten.